# 国旗勲章
国旗勲章(朝鮮語: 국기훈장)は、朝鮮民主主義人民共和国(以下北朝鮮)の勲章。1948年10月12日の最高人民会議に於いて制定された、同国初の勲章である。
朝鮮労働党や朝鮮人民軍、また国際的な文化・技術面での功労、在日朝鮮人が北朝鮮へ送った多額の献金や長年に渡る送金など北朝鮮に対する功労に幅広く授与される。
第1級国旗勲章は北朝鮮内での最高勲章の一つに定められており、法令により朝鮮民主主義人民共和国英雄や朝鮮民主主義人民共和国労力英雄、金日成勲章、金正日勲章などの栄典が授与される際は第1級国旗勲章も同時に授与するよう決められている。

## 概要
第1級国旗勲章は全体に金メッキが施されており、第2級は部分的に金メッキが、第3級は全体が銀メッキで構成されている。
| 第1級 | 第2級 | 第3級 |

### 受章者特権
北朝鮮最高人民会議常任委員会が1948年に制定した国旗勲章規定に拠れば、受章者には以下のような特権が設けられていた。
- 第1級国旗勲章受章者
  - あらゆる公共交通機関の無料乗車
  - 手当1,200ウォンの支給
  - 失業、もしくは男性55歳、女性50歳に達した場合年金の支給
- 第2級国旗勲章受章者
  - 汽車・市街電車の無料乗車
  - 手当900ウォンの支給
  - 失業、もしくは男性55歳、女性50歳に達した場合年金の支給
- 第3級国旗勲章受章者
  - 市街電車の無料乗車
  - 手当600ウォンの支給
  - 失業、もしくは男性55歳、女性50歳に達した場合年金の支給

こののち、北朝鮮の経済悪化や勲章自体の地位低下により特権は大幅に狭められている。

### 地位

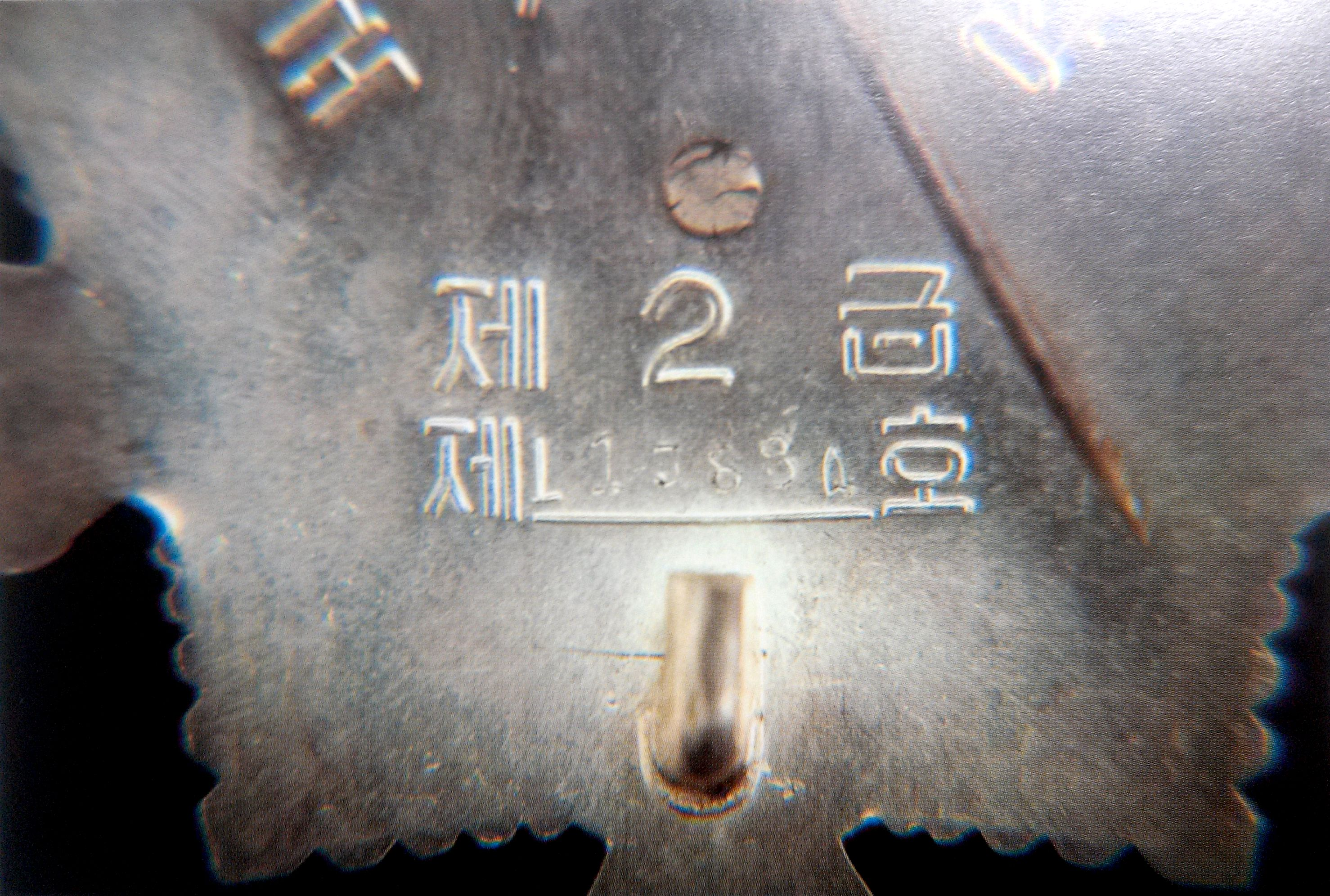
勲章裏の通し番号。受章者が増えすぎたため1980年代に通し番号が削除された。

国旗勲章は、1972年3月20日に金日成勲章が制定されるまで最高勲章に位置づけられていた。1960年代までは受章者が極端に少なかったが、1970年代に入り急激に増加、勲章としての地位は大幅に下落した。これに伴い、勲章の裏に記されていた通し番号が1980年代に入り削除されている。
また、朝鮮労働党での勤続年数に応じて授与されることがある 。
- 第1級 - 勤続25年
- 第2級 - 勤続20年
- 第3級 - 勤続15年

## 勲章の移り変わり
国旗勲章が授与され始めた朝鮮戦争時、まだ北朝鮮内では安定して勲章を生産できる拠点が確立されていなかった。そのため、製造された場所ごとに型などが異なっている。
また、勲章の材質が年々低下してきたが、その裏には「北朝鮮の経済悪化→それによる政府への不信感を拭い去るため、勲章を大量授与→生産過剰による経済悪化」という負のスパイラルが存在する。
| 年度                      | 製造国         | 材質                             | 画像 |
| ------------------------- | -------------- | -------------------------------- | ---- |
| 1948年 - 1950年代初       | 北朝鮮         | スターリングシルバー及び金メッキ |      |
| 1950年代                  | ソヴィエト連邦 | スターリングシルバー及び金メッキ |      |
| 1950年代末 - 1960年代前半 | 北朝鮮         | スターリングシルバー及び金メッキ |      |
| 1960年代後半 - 現在       | 北朝鮮         | 銅合金及びメッキ                 |      |

第3級国旗勲章のみ朝鮮戦争中にチェコスロヴァキアで製造されたと言われることがあるが、実際に製造されていた事実は確認されていない。

## 勲章証明書
北朝鮮には勲章証明が存在する。1950年7月から導入された複数の勲章を記載可能な共用勲章証明が一般的であるが、それ以前は勲章が国旗勲章しかなかったため、国旗勲章証と呼ばれる証明書が存在した。
| 年度                                   | 画像 |
| -------------------------------------- | ---- |
| 1948年 - 1950年 (国旗勲章専用の証明書) |      |
| 1952年 - 1960年 (共用勲章証明)         |      |
| 1960年 - 現在 (共用勲章証明)           |      |
| 外国人用 (1960年 - 現在)               |      |

## 主な受章者
- 金日成
- 金正日
- 金正淑
- 金永南
- 崔永林
- 彭徳懐
- 許宗萬
- ユムジャーギィン・ツェデンバル
- キリル・メレツコフ
- セルゲイ・ビリュゾフ
- アレクサンドル・ヴァシレフスキー
- ロディオン・マリノフスキー
- ヴァシーリー・ペトローフ
- ヴォイチェフ・ヤルゼルスキ
- ホスニー・ムバーラク
- ジュベナール・ハビャリマナ
- フィデル・カストロ